# Euphorbia megalocarpa
Euphorbia megalocarpa là một loài thực vật có hoa trong họ Đại kích. Loài này được Rech.f. mô tả khoa học đầu tiên năm 1963.